# Quarantäne-Rede

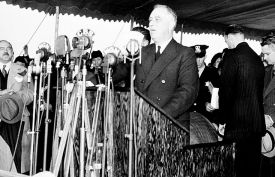
Roosevelt während der Rede am 5. Oktober 1937.

Die Quarantäne-Rede war eine weltweit aufsehenerregende Rede des US-amerikanischen Präsidenten Franklin D. Roosevelt am 5. Oktober 1937 in Chicago. Darin forderte er, Staaten wie Japan, Italien und Deutschland, ohne sie explizit zu nennen, unter politische „Quarantäne“ zu stellen. Zugleich dokumentierte Roosevelts Rede erstmals den Anspruch eines US-amerikanischen Mitspracherechts bei der zukünftigen politischen Ordnung der Welt, sie verdeutlichte aber auch exemplarisch die Art und Weise, wie der US-Präsident die weltpolitische Position der Vereinigten Staaten zu stärken gedachte.

## Historischer Hintergrund
Den geschichtlichen Hintergrund der Rede bildeten mehrere Ereignisse. Das zeitlich erste war der am 3. Oktober 1935 von Mussolini begonnene Abessinienkrieg. Dem folgte im Juli 1936 General Francos Putsch und der daraus resultierende spanische Bürgerkrieg. Dazu begann am 7. Juli 1937 der Zweite Japanisch-Chinesische Krieg, mit welchem Japan versuchte, seinen Einfluss auf dem asiatischen Kontinent weiter auszudehnen. Namentlich die Veränderungen im ostasiatischen Raum berührten Macht- und Wirtschaftsinteressen der USA.
Parallel forcierten ab Mitte der 1930er verschiedene europäische Staaten eine massive Aufrüstung. Speziell Deutschland, der Kriegsgegner der USA in den Jahren 1917/18, schlug hierfür Vertragsbrücken in das ferne Japan, was von Teilen der US-amerikanischen Führungselite als eine zunehmende Bedrohung der Außengebiete der Vereinigten Staaten sowie ihrer Kolonien und Protektorate betrachtet wurde. Am 25. November 1936 schlossen Deutschland und Japan den Antikominternpakt und wenige Wochen vor der „Quarantäne-Rede“ zeichnete sich nach einem Besuch Mussolinis vom 25. bis 29. September 1937 in Deutschland der Beitritt Italiens zu diesem völkerrechtlichen Vertrag ab.
Am 5. Oktober 1937 begab sich Franklin D. Roosevelt, der im Jahr zuvor zum zweiten Mal zum Präsidenten der USA gewählt worden war, nach Chicago. Dort hielt er aus Anlass der Einweihung der Outer Link Bridge am Lake Shore Drive eine Rede. Doch nicht von Ingenieurkunst oder – was angesichts der Großen Depression und der Millionen Arbeitslosen in den USA nahegelegen hätte – von der Schaffung von Arbeitsplätzen durch Staatsaufträge war die Rede, sondern von der Weltlage und den internationalen Beziehungen. Die entscheidende Passage von Roosevelts Rede, die ihr den Namen gab, waren zwei Sätze:

„Es scheint leider zuzutreffen, dass die Epidemie der allgemeinen Gesetzlosigkeit immer mehr um sich greift. Wenn eine ansteckende Krankheit sich auszubreiten beginnt, verordnet die Gemeinschaft eine Quarantäne der Patienten, um die Gesundheit der Gemeinschaft vor der Ausbreitung dieser Krankheit zu schützen.“

Der Ausdruck „quarantine“, der antiepidemische Maßnahmen benennt, wozu die Isolierung von Personen oder Personengruppen gehört, die als Träger von Ansteckungen gelten, sollte sich zu einer Vorstellung von politischen Handlungen verbinden. Jedoch fiel in Roosevelts Rede kein erklärendes Wort darüber, welche Staaten gemeint waren und was eine solche Isolierung von Staaten praktisch bedeuten konnte. Dass er damit kein politisches Programm, sondern nur eine generelle Haltung ausdrücken wollte, gab er in einer Pressekonferenz am folgenden Tag an.
Von der etwa 30 Minuten langen Rede existieren Film- und Tonaufnahmen, die heute im National Archives and Records Administration als historische Zeitdokumente aufbewahrt werden.

## Bedeutung und Rezeption

### Reaktionen
Der deutsche Botschafter Hans Heinrich Dieckhoff berichtete nach Berlin, dass die Rede sich überwiegend gegen Japan und Italien richtete, Roosevelt dem inneramerikanischen Vorwurf selbst diktaturlüstern zu sein begegnen wollte und einige Wendungen genereller Art wie über „interne Freiheit“ sich auf Deutschland beziehen könnten. Doch seine Deeskalationsbemühungen zeigten in Berlin keine Wirkung mehr. Während Japan reserviert reagierte, kam es zu heftigen Antworten der deutschen Presse.
Die Neun-Mächte-Konferenz in Brüssel, die vor dem Hintergrund der Rooseveltrede für den 28. Oktober einberufen worden war und von der sich die Öffentlichkeit viel erhofft hatte, wurde ein Fehlschlag, da sich die Vereinigten Staaten weigerten konkrete Schritte gegen Japan mitzutragen. Nach japanischen Luftangriffen auf die beiden Kanonenboote HMS Mosquito und USS Panay auf dem Jangtse im Dezember 1937 sicherte Außenminister Hull außergewöhnlich eilig eine Entschuldigung Japans, um britische Vorschläge zu einem gemeinsamen Vorgehen gegen Japan zu verhindern.

### Einordnungen

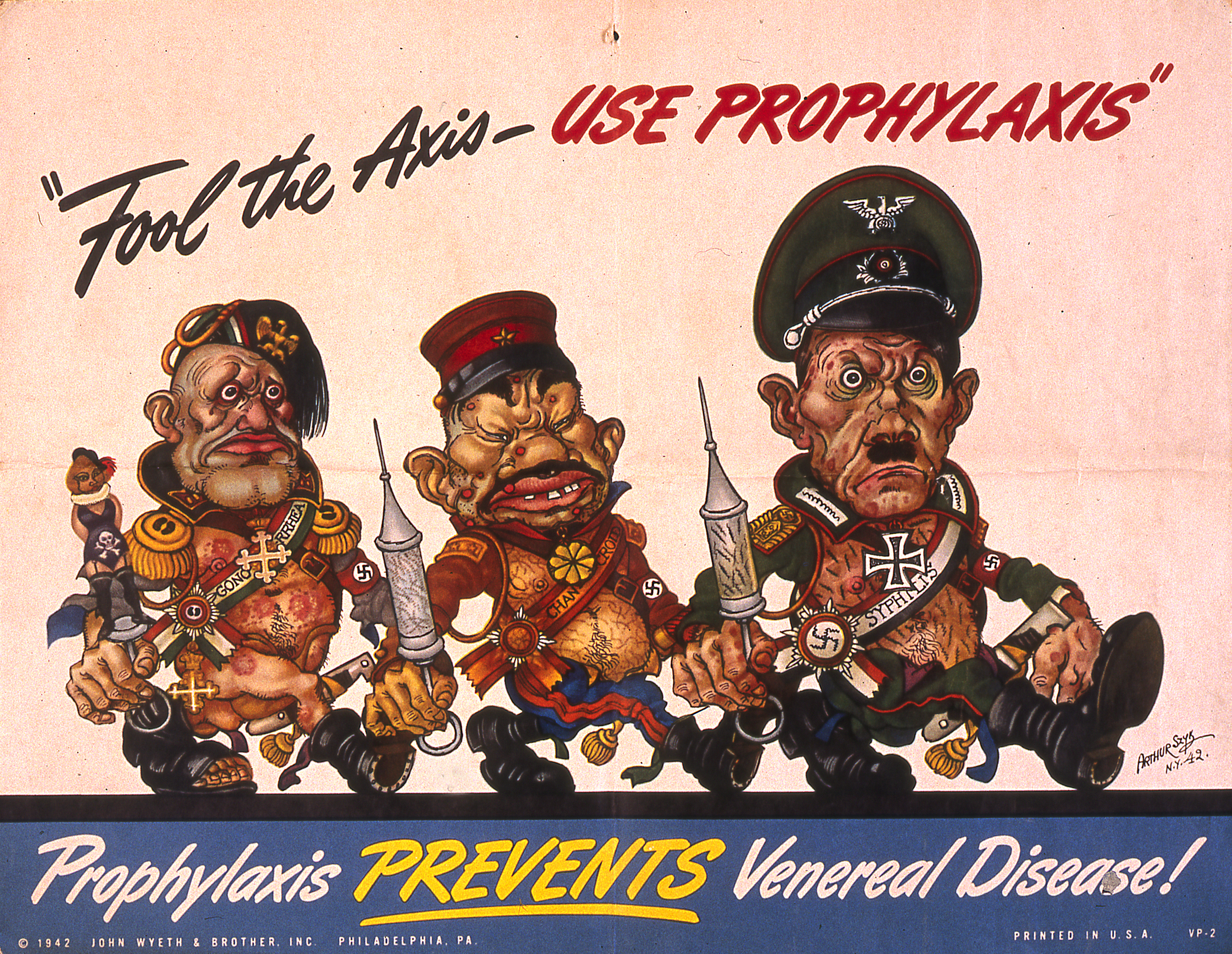
Die Metapher nutzte Arthur Szyk 1942 in einer Kampagne gegen Geschlechtskrankheiten bei GIs; karikiert werden Mussolini, Tojo und Hitler im fortgeschrittenen Krankheitszustand

Die „Quarantäne-Rede“ ist eine der meistdiskutierten Reden des 20. Jahrhunderts, deren Entstehungs- und Rezeptionsgeschichte gleichzeitig den gestiegenen US-amerikanischen Handlungsbedarf wie auch die innenpolitischen Beschränkungen einer aktiveren Außenpolitik verdeutlicht. Sie dokumentierte erstmals den Anspruch eines Mitspracherechts der USA bei der zukünftigen politischen Ordnung der Welt. Zudem verdeutlichte sie exemplarisch die Art und Weise, wie der US-Präsident die weltpolitische Position der USA zu stärken gedachte: Verheißungsvolle Parolen über Grundwerte und moralische Verdikte über aggressive „Nationen“ sollten die westlichen Länder zum Handeln ermutigen, wobei den vagen Vorstellungen über eine vornehmlich gegen Japan zu verhängende wirtschaftliche Quarantäne unmittelbar keinerlei Taten folgten.
Vor diesem Hintergrund ist in der Forschung die Bedeutung der Rede umstritten. Für mehrere Historiker markiert sie eine öffentliche Abkehr der US-amerikanischen Außenpolitik vom bislang praktizierten Isolationismus zur Hinwendung von Maßnahmen der kollektiven Sicherheit. Andere Wissenschaftler betrachten die Rede als eine Art Testballon, der auskundschaften sollte, wie weit der Kongress und die US-amerikanische Öffentlichkeit bereit waren, politische sowie militärische Maßnahmen mittels Interventionismus zu akzeptieren. Einigkeit besteht darüber, dass die Rede den Auftakt zu Roosevelts Aufklärungs- und Propagandakampagne markierte, mit der er das US-amerikanische Volk über die seiner Ansicht nach drohenden Gefahren hinwies.
Den Ort der Ansprache hatte Roosevelt nicht zufällig gewählt: Chicago galt als eine Hochburg der Demokraten, aber auch der Neutralisten sowie der Italoamerikaner und der Deutschamerikaner. Um die Kriegsbereitschaft der US-amerikanischen Bevölkerung zu erhöhen, zitierte er in der Rede unter anderem eine komplette Passage aus Lost Horizon:

„Wohl gehen wir einer Zeit entgegen, in der Menschen schwelgend in der Technik des Mordens, mit solcher Raserei über die Welt hinwegstürmen werden, dass alle Kostbarkeiten in Gefahr sind, jedes Buch, jedes Bild, jede Harmonie, alle die Schätze, die in zwei Jahrtausenden angehäuft wurden, alles Kleine, alles Zarte, alles Wehrlose – dass alles geht verloren, wird zerstört oder völlig ausgetilgt.“

Die Fiktion von Lost Horizon entwickelte sich bei Roosevelt zu einer regelrechten Obsession und wurde später noch für weitere Propagandazwecke verwendet. Dem Zitat fügte er in der Rede hinzu:

„Wenn so etwas in anderen Gegenden der Welt passiert, dann soll niemand sich einbilden, dass Amerika entrinnen werde, dass es Pardon erwarten dürfe, dass die westliche Hemisphäre keinen Angriff zu befürchten habe, dass sie auch weiterhin ruhig und friedlich die Traditionen der Moral und der Zivilisation bewahren könne.“

Er sprach wiederholt von friedliebenden Nationen und erweckte den Eindruck, als seien es Völker, von denen der Krieg, und andere Völker, von denen der Frieden ausgehe. Von Regierungen war nicht die Rede gewesen, geschweige denn von Herrschenden und deren Interessen. Was die Einordnung der Präsidentenrede kompliziert, ist ihre unmittelbare Fortsetzungs- und Folgenlosigkeit. Konkret folgte der Rede kein einziger Schritt der US-Administration, durch den die auf den Frieden setzenden Regierungen gerufen worden wären, um sich gemeinsam zu beraten, was sich wirksam für den beschworenen Weltfrieden tun ließe.
Zudem war der Redetext in den am meisten Aufsehen erregenden Passagen mit dem Außenminister der Vereinigten Staaten, Cordell Hull, nicht abgestimmt, der die Wortwahl des Präsidenten missbilligte. Dementsprechend gemischt war die öffentliche Resonanz. Stark kritisiert wurde Roosevelt, der  Demokrat und auch ein millionenschwerer Unternehmer war, von den Republikanern und den Nicht-Interventionisten. Einige ausländische Zeitungen, aber auch die einflussreiche US-amerikanische Hearst-Presse, oder Diplomaten wie Joseph P. Kennedy und Autoren wie  Percy Crosby bezeichneten Roosevelt nach der Rede als „einen der schärfsten Kriegstreiber“. Demgegenüber zeigten andere Medien für die Rede allgemeine Zustimmung und forderten offen politische sowie militärische Interventionen der USA gegen Japan, Italien und Deutschland.
Roosevelt war von der Wirkung seiner Rede enttäuscht und fühlte sich nach eigenen Angaben „von der Unterstützung der Bevölkerung für seine Ideen beraubt, wie ein Mann, der versucht, das Land zu führen und erkennt, dass ihm niemand folgt“. Er schrieb an seinen Parteifreund Joseph P. Tumulty: „Die Reaktionen sind weitgehend eine Folge der republikanischen Propaganda und wenden sich immer mehr der Theorie ‚Frieden um jeden Preis‘ zu. Das ist es, was ich nun bekämpfen muss.“ Allerdings musste sich Roosevelt nach der Rede auch von Vertretern der eigenen Partei unter anderem vorwerfen lassen, dass er mit seinen Worten eine „Kriegspsychose auf der ganzen Welt unklugerweise ausgelöst“ habe.
Unmissverständlich bezeichnete der US-Botschafter in Japan, Joseph Grew, der eng mit Roosevelt befreundet war, die Rede als „schwerwiegenden Fehler“ und hielt es für unangemessen, moralische Kategorien zur Beurteilung der internationalen Beziehungen zu verwenden. Letztlich zog es der US-Präsident infolge der in- und ausländischen Reaktionen vor, die Bedeutung seiner „Quarantäne-Rede“ zu relativieren und ließ schon am 3. November 1937 auf der Neunmächte-Konferenz in Brüssel kein übermäßiges Engagement der USA an der Diskussion über Sanktionen gegen Japan zu. Zwischenzeitlich hatte eine Gallup-Umfrage ergeben, dass die US-amerikanische Bevölkerung mit einer überwältigenden Mehrheit von 94 % eine Politik der strikten Neutralität befürwortete und eine Beteiligung der USA an möglichen Konflikten in Asien oder Europa ablehnte.
Obwohl die Interpretationen der Historiker wie schon die von Zeitgenossen mehr oder weniger voneinander abweichen, wird die Rede gemeinhin als  Auftakt für eine Neuorientierung der US-amerikanischen  Außenpolitik gesehen, die schließlich im Zweiten Weltkrieg ihren Ausdruck in der Parteinahme gegen die Achsenmächte und für Großbritannien und die Sowjetunion fand. Eine bruchlose Linie lässt dieser Aspekt jedoch nicht erkennen.

## Trivia
- Die „Quarantäne-Rede“ ist in Upton Sinclairs im Jahr 1944 erschienenen Roman Presidential Agent  (dt.: Agent des Präsidenten) von zentraler Bedeutung. Darin lässt Franklin D. Roosevelt von dem (fiktiven) Agenten „Lanny Budd“ den ersten Entwurf der Rede vorbereiten, womit eine Verschwörung der (real existierenden) Cagoule verhindert werden soll.[23]

- Für die Eröffnungssequenz des Kinofilms Midway – Für die Freiheit (2019) verwendete der Regisseur Roland Emmerich originale Aufnahmen der „Quarantäne-Rede“.[24][25]